# Króle (województwo warmińsko-mazurskie)
Króle (do 1945 r. niem. Königs) – wieś w Polsce, położona w województwie warmińsko-mazurskim, w powiecie bartoszyckim, w gminie Bartoszyce. Wchodzi w skład sołectwa Gromki.
| SIMC    | Nazwa         | Rodzaj    |
| ------- | ------------- | --------- |
| 0470533 | Króle-Kolonia | część wsi |

W latach 1975–1998 miejscowość administracyjnie należała do województwa olsztyńskiego.
W 1983 roku wieś Króle w spisie powszechnym traktowane były jako część wsi Gromki.